# Klosterpark (Schortens)

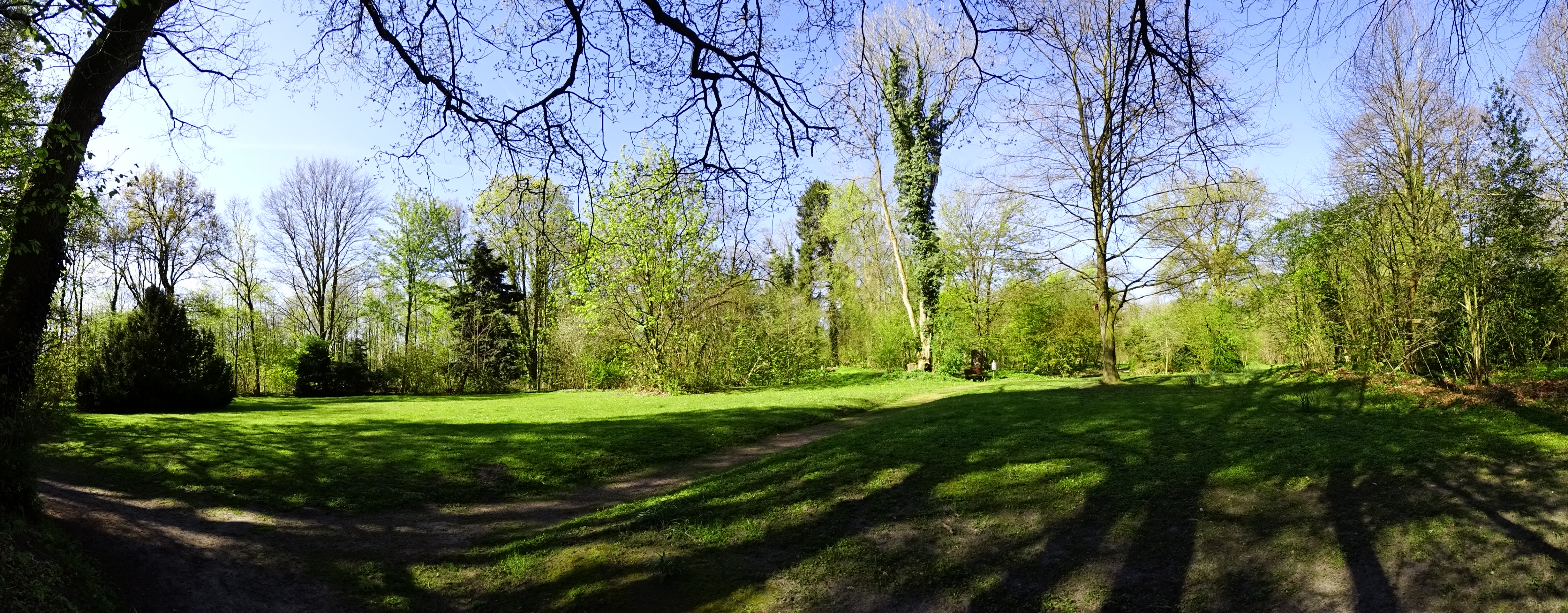
Im Klosterpark

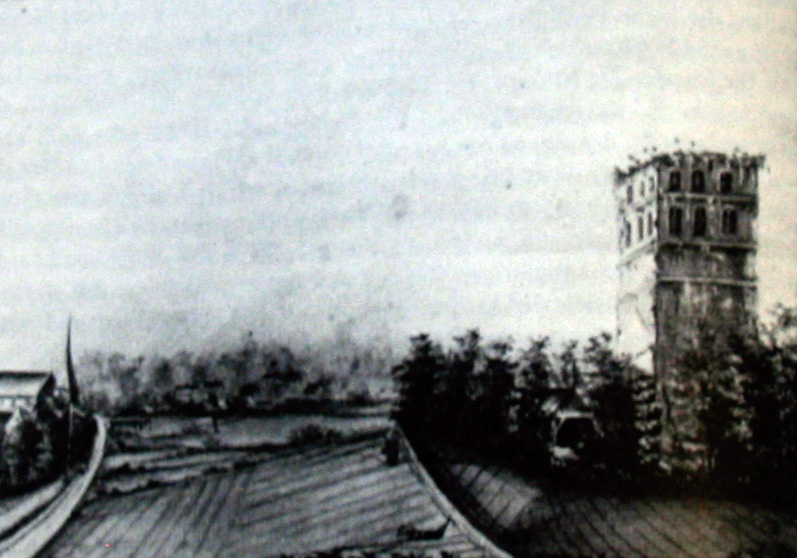
Turm des Klosters Östringsfelde kurz vor dem Abbruch 1769 (Gemälde von Balthasar Anton Dunker)

Der Klosterpark (vollständiger Name Klosterpark Oestringfelde) ist eine unter Landschaftsschutz stehende alte Parkanlage in der Stadt Schortens im Landkreis Friesland. Die Parkanlage liegt im Westen der Stadt im Stadtteil Oestringfelde und fällt bereits aus der Vogelperspektive durch seine fast runde Struktur auf.
Der Klosterpark hat eine Größe von 8,78 Hektar und ist durch einen Ringgraben und eine parallel dazu verlaufende Wallhecke umgeben. Auf dem Gelände der Parkanlage befinden sich die Klosterruine, genauer gesagt, die Reste des ehemaligen Wehrturms des Klosters Oestringfelde und das Gebäude des RUZ, des Regionalen Umweltzentrums der Stadt Schortens.

## Geschichte
Das Kloster Oestringfelde wurde 1175 nach einem Sieg der Östringer über die Rüstringer bei Schakelhave erbaut. Das Kollegiatstift mit Kirche, Wohn- und Nebengebäuden war der heiligen Mutter Maria geweiht und wurde das geistige Zentrum der Landgemeinde Östringen. Hier entstand die sogenannte Östringer Chronik, die einzige mittelalterliche Chronik des Jeverlandes, von der heute nur noch zum Teil abweichende Abschriften erhalten sind. 1272 wurden die Klostergebäude durch einen Brand zerstört. 1323 erfolgte die Grundsteinlegung für den Wehrturm des Klosters, der auch der Landesverteidigung diente. Nach der Pestepidemie um 1350 erhielt der Dominikanerorden in Norden die verlassenen Gebäude zum Aufbau eines Dominikanerinnenklosters und der Turmbau wurde mit Landesmitteln der Östringer vollendet.
Der Turm des Klosters soll mit rund 50 Metern nach dem Kirchturm in Marienhafe der höchste auf der ostfriesischen Halbinsel gewesen sein. Ein amtlicher Bericht aus dem Jahr 1769 beschreibt den Turm mit einer quadratischen Grundfläche von 13 Meter mal 13 Meter. Im unteren Bereich hatten die Mauern eine Stärke von vier Metern, im oberen Bereich von zwei Metern. Das Mauerwerk bestand außen aus Granitquadern und innen aus Backsteinen. Eine dem amtlichen Bericht beiliegende Skizze zeigt in den beiden oberen Stockwerken zwei übereinanderliegende Reihen von je drei rundbogigen Fensteröffnungen, eine durch einen Pfeiler geteilt. Die an den Turm gebaute Kirche war einschiffig.
Das Kloster wurde als Wehrbau, Versammlungsort und zu Tagungen genutzt. So wurde im Kloster beispielsweise der Östringer Vertrag zwischen Maria von Jever und Graf Enno II. von Ostfriesland ausgehandelt.
Das Kloster wurde 1577 von Graf Johann VII. von Oldenburg aufgehoben und Graf Anton Günter von Oldenburg begann 1609 mit dem Abbruch der Gebäude. Der mächtige Turm stand noch rund 150 Jahre und wurde erst 1769 unter der Herrschaft von Friedrich August von Anhalt-Zerbst abgebrochen.
1839 wurde das Klostergelände mit den verbliebenen Gebäuderesten an den Großherzoglichen oldenburgischen Hofrat Heinrich Georg Ehrentraut (1798–1866) verkauft. Er legte einen Garten an und bildete mit den 1844 bei Ausgrabungen gefundenen Granitsteinen den Grundriss des Klosterturmes nach. Nach 1900 wurde das ehemalige Klostergut nach und nach zerstückelt und verkauft. Die Gemeinde Schortens erwarb einen Teil des Geländes und wandelte den Garten in den heutigen Klosterpark um, der 1985 unter Landschaftsschutz gestellt wurde.

## Nationalerbe-Baum Waldeibe

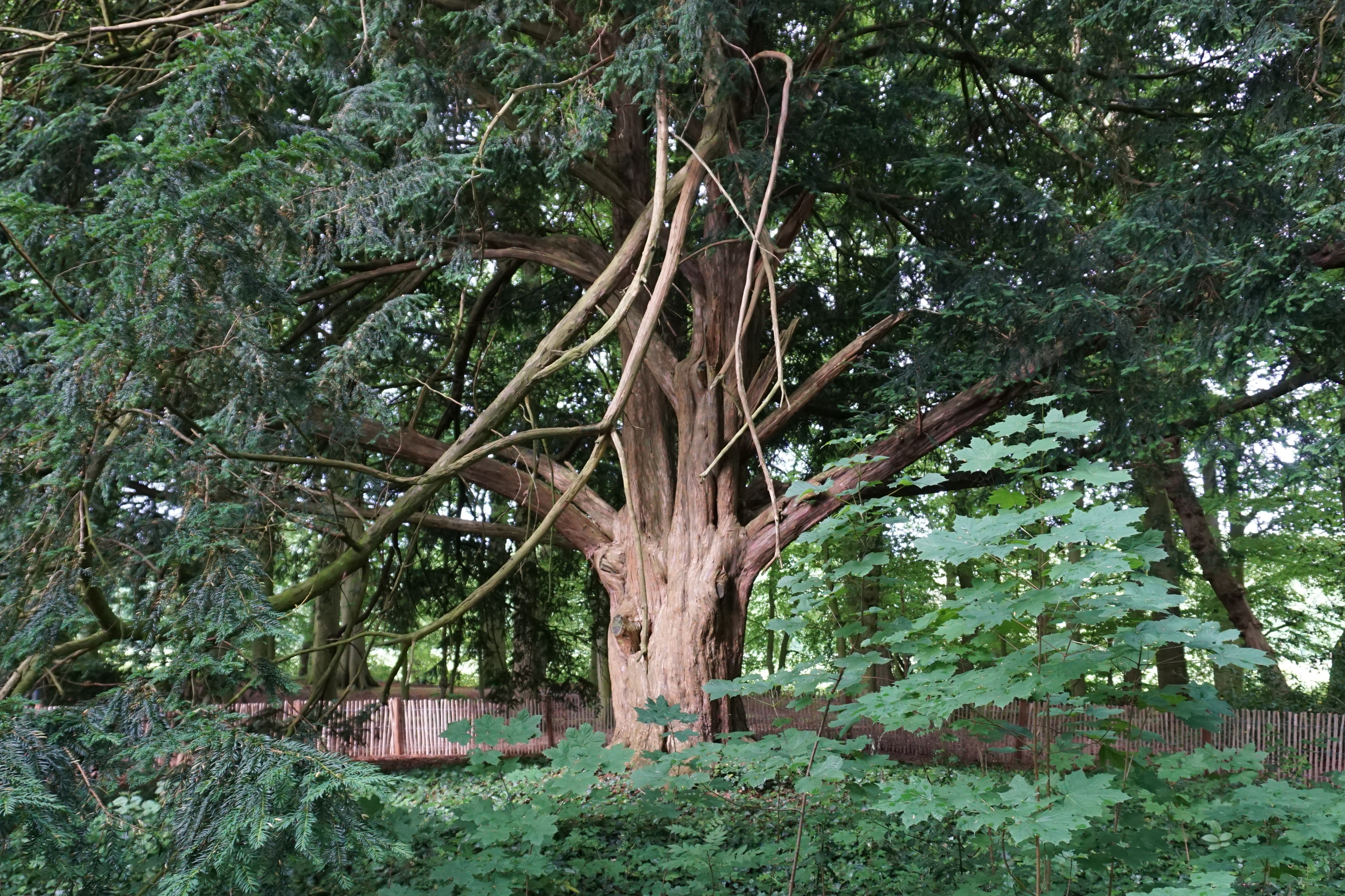
Die Eibe im Jahr 2024

Die im Park stehende, zwischen 400 und 500 Jahre alte Europäische Eibe (Taxus baccata) wurde am 14. Juni 2024 von der Deutschen Dendrologischen Gesellschaft zum Nationalerbe-Baum ausgezeichnet. Der Baum hat einen Stammumfang von 3,85 m und eine Höhe von etwa 25 m.